# Escala de asalto

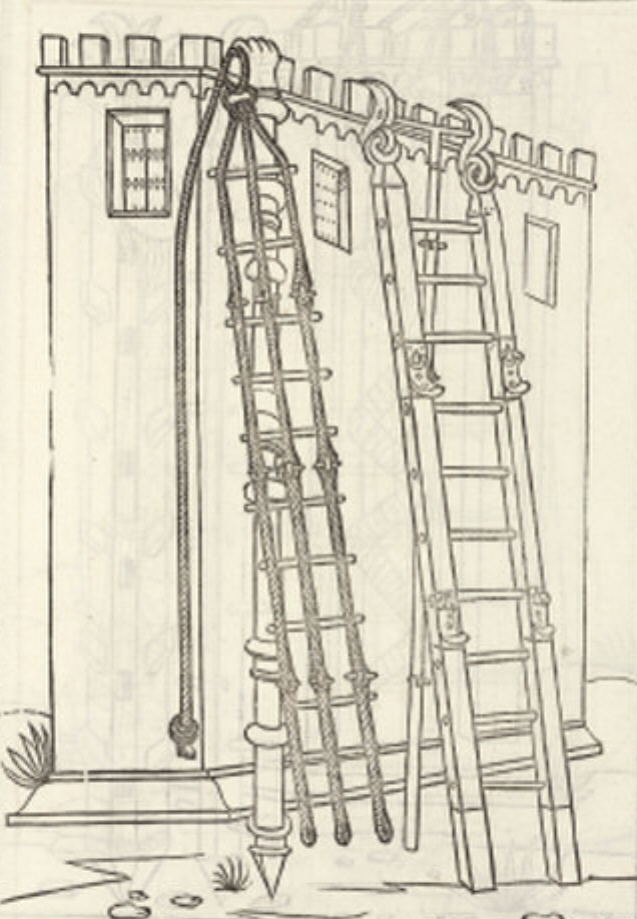
Escala de asalto

La escala de asalto es una máquina de guerra usada por los antiguos para penetrar en una plaza sitiada. 
Tenía unas 20 varas de longitud (17 m.) y dos de ancho (1,6 m.) lo que facilitaba que subiesen dos hombres a la vez. En la parte superior había una especie de plataforma en que cabían 20 combatientes. Tanto la plataforma como los bancales de la escala, estaban revestidos de fajinas o sacos rellenos de pelote o lana que hacían las veces de mantelete. La escala era conducida en un carro hecho a propósito y sobre el cual se levantaba apoyándola en un cabezal o larguero horizontal colocado entre los dos pies derechos.
La escala común de asalto que se usó posteriormente era más sencilla. Tenía de 8 a 10 pies de largo (2,4 a 3 m.) y a veces menos y se adaptaban una a otra fácilmente, según la altura de la muralla que se iba a asaltar o escalar. Las extremidades o remates inferiores de la primera tenían dos fuertes regatones puntiagudos de hierro que clavándose en el suelo evitaban que resbalara por el muro y los extremos de la última o superior estaban guarnecidos con almohadillas de fieltro para que no hiciera ruido al arrimarlas a la muralla. También solía construirse haciendo los pies derechos de madera fuerte y los escalones de cuerda de cáñamo bien torcido o bien de cuerda solo, con dos ganchos de hierro a los remates superiores para que se clavaran en los muros y estirada convenientemente desde abajo facilitara la subida. Esta especie de escala no fue muy común por la dificultad que había para que los garfios prendieran en el borde superior del muro al tirarla desde abajo, pues los sitiados podían separarla fácilmente y se perdía así el tiempo que debía emplearse en cualquiera otra operación.